# Kajsa & Malena
Kajsa & Malena era un duo musicale svedese attivo nella seconda metà degli anni '80 e composto da Kajsa Grytt e Malena Jönsson.

## Storia
Il duo si è formato poco dopo lo scioglimento dei Tant Strul, di cui Kajsa Gritt e Malena Jönsson facevano parte, alla fine del 1985. Vedeva Kajsa come cantante e chitarrista e Malena al pianoforte e alle tastiere.
Il loro album di debutto, Historier från en väg, è uscito nel 1986 e ha raggiunto la 18ª posizione della classifica svedese. Il disco successivo, Den andra världen, si è fermato al 43º posto.
Anche se il duo si è sciolto poco dopo l'uscita del secondo album, Kajsa & Malena si sono brevemente riunite alla fine degli anni '90 (le tracce registrate in questo periodo saranno pubblicate nel 2016 nell'EP Skisser 98) e ancora nel 2005 per registrare Om natten, traccia inclusa in un album tributo per Olle Adolphson.

## Discografia

### Album in studio
- 1986 – Historier från en väg
- 1988 – Den andra världen

### Raccolte
- 2004 – Diamanter

### EP
- 2016 – Skisser 98

### Singoli
- 1986 – Låt oss gå en sväng
- 1988 – Vatten och sand
- 1988 – I den ljusa kvällen